# Ordoño Alvares
Ordoño Alvares est un cardinal espagnol né en Espagne et décédé le 21 décembre 1285 à Rome.

## Repères biographiques
Ordoño Alvares est abbé d'Husillos en Palencia et participe au deuxième concile de Lyon en 1274. Il est élu archevêque de Braga en 1275.
Il est créé cardinal par  le pape Nicolas III lors du consistoire de 12 mars 1278. Il participe au conclave 1280-1281, lors duquel Martin IV est élu et au conclave de 1285 (élection d'Honoré IV). Le cardinal Alvares assiste les croisés en Terre Sainte et contribue à la condamnation des flagellants. Il est doyen du Collège des cardinaux en 1278.